# Цыбиков, Мунко Зодбоевич
Панди́то Хамбо́-лама́ XXI Мунко́ Зодбо́евич Цы́биков  (1908 — 1992) — буддистский религиозный деятель СССР, глава Центрального духовного управления буддистов СССР в 1989—1992 годах, 21-й Хамбо-лама.

## Биография
Родился в 1908 году в местности Турхул Витимского сомона Хоринской степной думы Забайкальской области в семье бедного скотовода.
В возрасте 8 лет он был отдан на учебу в Эгитуйский дацан, где начал изучать основы тантры и тибетской медицины. Успехи молодого способного хуварака отметил Агван Доржиев, сказав пророческие слова: «Он будет оказывать большую помощь многим людям».
В 1930 году Цыбикову присуждена буддистская степень гэбши.
В 1938 году Мунко Цыбиков был репрессирован и сослан на Колыму. Там он начал изготавливать из трав лекарственные порошки, которые спасли от неминуемой смерти многих заключенных. В лагере пользовался особым авторитетом не только как лекарь, но и как человек с ярко выраженными лидерскими задатками.
Реабилитирован и освобожден  в 1956 году. В том же году принят ламой в Иволгинский дацан. Среди верующих пользовался уважением в качестве врача тибетской медицины.
В 1989 году Цыбиков избран председателем Центрального духовного управления буддистов СССР и пандито хамбо-ламой. Служил на этом посту до своей смерти в 1992 году.
Благодаря Цыбикову в 1991 году возвращена священная статуя Зандан Жуу – Сандаловый Будда – в Эгитуйский дацан из Музея истории Бурятии.